# 15303 Hatoyamamachi
15303 Hatoyamamachi este un asteroid din centura principală de asteroizi.

## Descriere
15303 Hatoyamamachi este un asteroid din centura principală de asteroizi. A fost descoperit pe 19 octombrie 1992 la Kitami de Kin Endate și Kazuro Watanabe. Asteroidul prezintă o orbită caracterizată de o semiaxă mare de 3,00 ua, o excentricitate de 0,11 și o înclinație de 9,1° în raport cu ecliptica.